# Cantón de Mainvilliers
El cantón de Mainvilliers era una división administrativa francesa, que estaba situada en el departamento de Eure y Loir y la región de Centro-Valle de Loira.

## Composición
El cantón estaba formado por cuatro comunas, más una fracción de otra comuna:
- Bailleau-l'Évêque
- Chartres (fracción)
- Lèves
- Mainvilliers
- Saint-Aubin-des-Bois

## Supresión del cantón de Mainvilliers
En aplicación del Decreto nº 2014-231 de 24 de febrero de 2014, el cantón de Mainvilliers fue suprimido el 22 de marzo de 2015 y sus 5 comunas pasaron a formar parte, cuatro del nuevo cantón de Chartres-3 y la fracción de la comuna que le daba su nombre se unió con las demás para que, por medio de una reestructuración cantonal, fueran creados los nuevos cantones de Chartres-1, Chartres-2 y Chartres-3.